# Медаль ордена «За заслуги перед Вітчизною»
Це стаття про медаль Російської Федерації. Про державну нагороду Вірменії див.: Медаль «За заслуги перед Вітчизною» (Вірменія).
Медаль ордена «За заслуги перед Вітчизною» (рос. медаль ордена «За заслуги перед Отечеством») — державна нагорода Російської Федерації.

## Історія нагороди
- 2 березня 1994 року указом Президента Російської Федерації Б. Н. Єльцина «Про державні нагороди Російської Федерації»[1] був заснований ряд державних нагород — орденів, медалей та відзнак, серед яких медаль ордена «За заслуги перед Вітчизною».
- Указом Президента Російської Федерації від 7 вересня 2010 року № 1099 «Про заходи щодо вдосконалення державної нагородної системи Російської Федерації»[2] затверджені нині діючі положення та опис медалі.

## Положення про медаль
1. Медаллю ордена «За заслуги перед Вітчизною» нагороджуються громадяни за особливі заслуги в різних галузях промисловості, будівництві, науці, освіті, охороні здоров'я, культурі, на транспорті та в інших галузях трудової діяльності; за великий внесок у справу захисту Вітчизни, успіхи у підтримці високої бойової готовності центральних органів військового управління, об'єднань, з'єднань, військових частин та організацій, що входять у види й роди військ Збройних Сил Російської Федерації; за зміцнення законності і правопорядку, забезпечення державної безпеки.
2. Медаль ордена «За заслуги перед Вітчизною» має два ступені:
медаль ордена «За заслуги перед Вітчизною» I ступеня;
медаль ордена «За заслуги перед Вітчизною» II ступеня.
3. Вищим ступенем медалі ордена «За заслуги перед Вітчизною» є I ступінь, що дає право при нових заслугах на нагородження орденом «За заслуги перед Вітчизною» IV ступеня.
4. Нагородження медаллю ордена «За заслуги перед Вітчизною» здійснюється послідовно, від нижчого ступеня до вищого.
5. Військовослужбовцям за відмінності в бойових діях вручається медаль ордена «За заслуги перед Вітчизною» з мечами.

### Порядок носіння
- Медаль ордена «За заслуги перед Вітчизною» носиться на лівій стороні грудей і розташовується після відзнаки — Георгіївського Хреста. При наявності у нагородженого медалі I ступеня медаль II ступеня не носиться, за винятком медалей з мечами.
- При носінні ордена «За заслуги перед Вітчизною» медаль ордена «За заслуги перед Вітчизною» не носиться, за винятком медалі ордена «За заслуги перед Вітчизною» з мечами.
- При носінні на форменому одязі стрічки медалі на планці вона розташовується після стрічки відзнаки — Георгіївського Хреста.
- Якщо нагороджений медаллю ордена «За заслуги перед Вітчизною» має орден «За заслуги перед Вітчизною», то носиться тільки стрічка ордена.

## Опис медалі
- Медаль ордена «За заслуги перед Вітчизною» зі срібла. Вона має форму кола діаметром 32 мм з опуклим бортиком з обох сторін.
- На лицьовій стороні медалі — зображення знака ордена «За заслуги перед Вітчизною».
- На зворотному боці медалі, по колу, — девіз: «ПОЛЬЗА, ЧЕСТЬ И СЛАВА». У центрі — рік заснування медалі — «1994». У нижній частині — рельєфне зображення лаврових гілок і номер медалі.
- Медаль I ступеня позолочена.
- Медаль за допомогою вушка і кільця з'єднується з п'ятикутною колодкою, обтягнутою шовковою, муаровою стрічкою темно-червоного кольору. Ширина стрічки — 24 мм.
- До медалі ордена «За заслуги перед Вітчизною», що вручається військовослужбовцю за відмінності в бойових діях, до кільця між колодкою і медаллю приєднуються два перехресних меча. Довжина кожного меча — 28 мм, ширина — 3 мм.
- При носінні на форменому одязі стрічки медалі ордена «За заслуги перед Вітчизною» використовується планка висотою 8 мм, ширина стрічки — 24 мм.
- При носінні стрічки медалі на планці стрічка медалі I ступеня має в центрі жовту смужку шириною 1 мм, стрічка медалі II ступеня — сіру смужку шириною 1 мм.

## Медалі
Військовослужбовцям за відмінності в бойових діях вручається медаль ордена «За заслуги перед Вітчизною» з мечами.
| Медаль ордена «За заслуги перед Вітчизною» | Медаль ордена «За заслуги перед Вітчизною» | Медаль ордена «За заслуги перед Вітчизною» з мечами | Медаль ордена «За заслуги перед Вітчизною» з мечами |
| I ступеня                                  | II ступеня                                 | I ступеня                                           | II ступеня                                          |
| ------------------------------------------ | ------------------------------------------ | --------------------------------------------------- | --------------------------------------------------- |
|                                            |                                            |                                                     |                                                     |
|                                            |                                            |                                                     |                                                     |

## Нагороджені
Біатлоністка Ольга Зайцева двічі нагороджена медаллю ордена «За заслуги перед Вітчизною» II ступеня:
- 17 січня 2003 — за заслуги у розвитку фізичної культури і спорту.[3]
- 22 лютого 2007 — за великий внесок у розвиток фізичної культури і спорту, високі спортивні досягнення.[4]
- Біатлоністка Ольга Зайцева двічі нагороджена медаллю ордена» За заслуги перед Вітчизною " II ступеня і однією медаллю ордена I ступеня.
- 17 січня 2003-За заслуги в розвитку фізичної культури і спорту.
- 22 лютого 2007-за великий внесок у розвиток фізичної культури і спорту, високі спортивні досягнення.
- Серед двічі нагороджених медаллю ордена» За заслуги перед Вітчизною " II і I ступенів також відомий астрофізик Дмитро Бісікало.
- 9 лютого 2012-Медаль ордена «За заслуги перед Вітчизною» II ступеня.
- 20 січня 2022 року — Медаль ордена «За заслуги перед Вітчизною» I ступеня за внесок у розвиток науки та сумлінну працю.
- Підприємець і державний діяч Сергій Муратов двічі нагороджений медаллю ордена II і I ступенів.
- 2010-Медаль ордена» За заслуги перед Вітчизною " II ступеня за великі заслуги в галузі культури, друку, телерадіомовлення та багаторічну плідну творчу діяльність.
- 2016-Медаль ордена» За заслуги перед Вітчизною " I ступеня.
- Також повідомлялося про подвійне нагородження мільярдера-підприємця і державного діяча Андрія Скоча[5][6][7].
- 14 листопада 1998 — Медаль ордена «За заслуги перед Вітчизною» II ступеня За заслуги в галузі соціальної реабілітації інвалідів, захисту їх прав та інтересів.
- 13 лютого 2003 — Медаль ордена «За заслуги перед Вітчизною» I ступеня за досягнуті трудові успіхи і багаторічну сумлінну роботу